# Municipio de Hazel (Dakota del Norte)
El municipio de Hazel (en inglés: Hazel Township) es un municipio ubicado en el condado de Williams en el estado estadounidense de Dakota del Norte. En el año 2010 tenía una población de 21 habitantes y una densidad poblacional de 0,23 personas por km².

## Geografía
El municipio de Hazel se encuentra ubicado en las coordenadas 48°35′27″N 103°13′20″O / 48.59083, -103.22222. Según la Oficina del Censo de los Estados Unidos, el municipio tiene una superficie total de 92.12 km², de la cual 91,07 km² corresponden a tierra firme y (1,13 %) 1,04 km² es agua.

## Demografía
Según el censo de 2010, había 21 personas residiendo en el municipio de Hazel. La densidad de población era de 0,23 hab./km². De los 21 habitantes, el municipio de Hazel estaba compuesto por el 100 % blancos. Del total de la población el 0 % eran hispanos o latinos de cualquier raza.